# Pietro Tacca

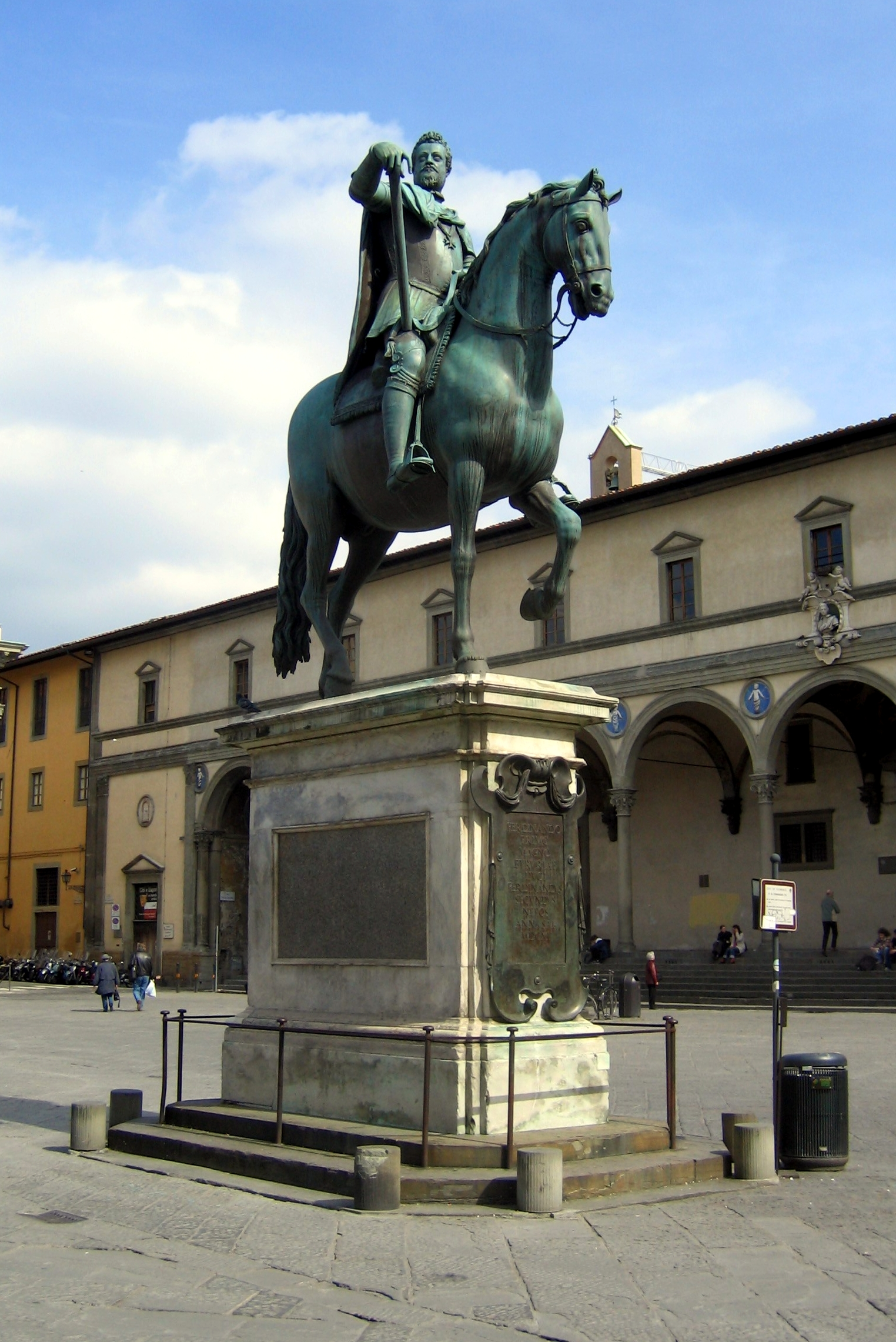
Staty av Ferdinando de Medici.

Pietro Tacca, född 16 september 1577 i Carrara, Italien, död 26 oktober 1640 i Florens, var en italiensk skulptör under barocken.
Pietro Tacca var Giambolognas främste elev.